# Angošt
Angošt je stará jednotka délky používaná v Indii. Její velikost činila 2,032 cm.